# Der Papagei ist tot

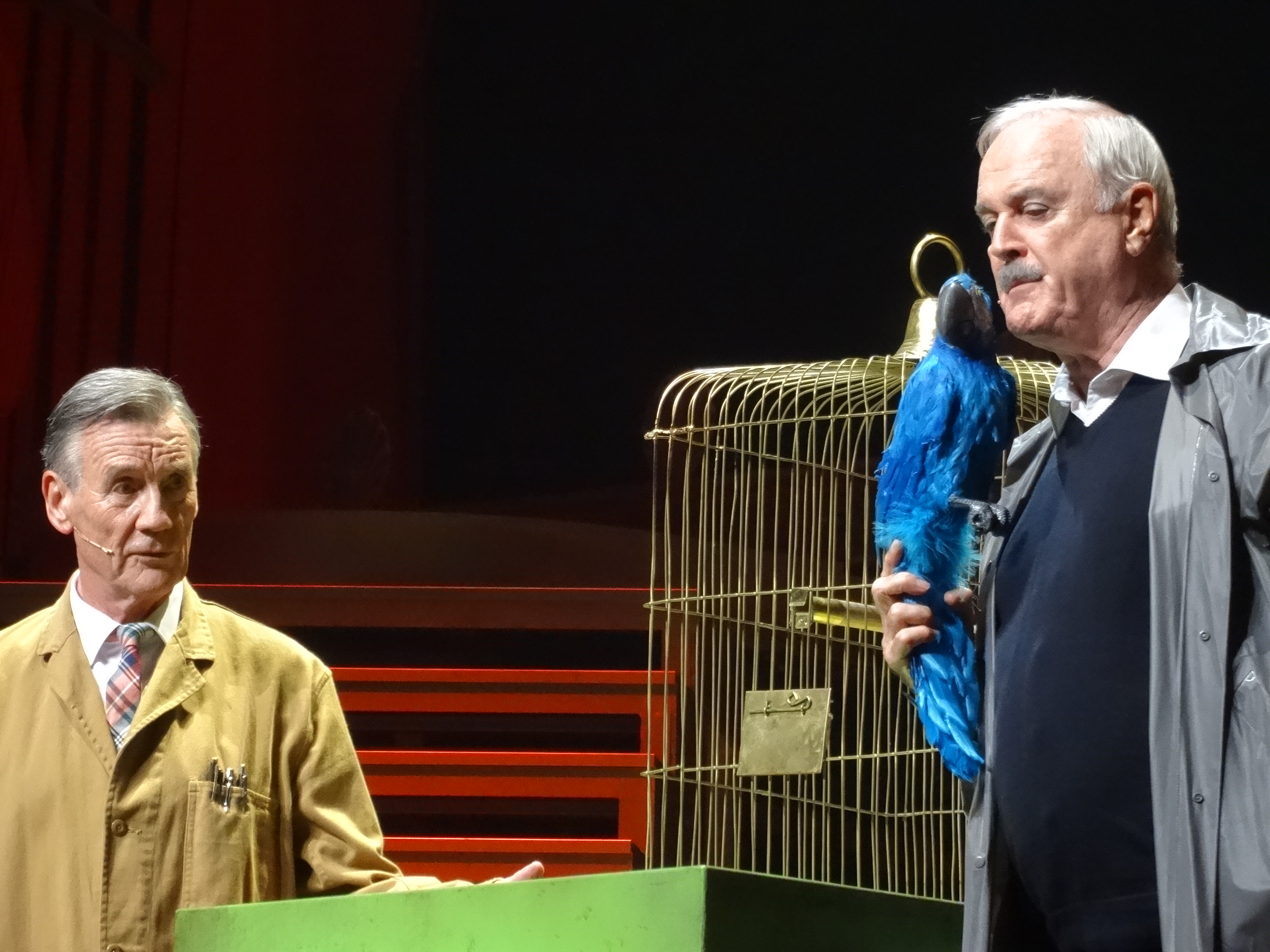
John Cleese und Michael Palin

Der Papagei ist tot (auch Dieser Papagei ist tot, im Original Dead Parrot oder Parrot Sketch) ist ein Sketch der britischen Komikergruppe Monty Python.
Der Sketch wurde ursprünglich für die Serie Monty Python’s Flying Circus geschrieben und produziert; für den Kinofilm Monty Pythons wunderbare Welt der Schwerkraft wurde eine verkürzte Fassung aufgenommen. Er basiert auf einem Konzept, das Graham Chapman für die BBC-Sendung How to Irritate People geschrieben hat: Dort ging es um einen Gebrauchtwagen, den der Händler nicht zurücknehmen will, da doch alles in Ordnung sei – obwohl der Wagen im Verlauf des Sketches in seine Einzelteile zerfällt.

## Inhalt
Ein Mann (John Cleese) kommt in eine Tierhandlung. Er trägt einen Käfig bei sich, in dem ein offensichtlich toter Papagei liegt. Der Tierhändler (Michael Palin) versucht, sich hinter der Kasse zu verstecken, kommt jedoch hervor, als er mit „Hallo, Fräulein!“ angesprochen wird (Antwort des Tierhändlers: „Wieso Fräulein?“ – „Verzeihung, ich bin erkältet.“ Die Übersetzung kann jedoch nicht wiedergeben, dass diese Antwort darauf beruht, den englischen Ausdruck ‚Miss‘ für ein Niesen auszugeben.). Dann erklärt er, er habe den Papagei dabei, den er vor einer halben Stunde erst gekauft habe. Der Tierhändler bewundert den Papagei, einen „norwegischen Blauling“ (Original: „Norwegian Blue“) und fragt, was ihm denn fehle. Der Mann antwortet darauf: „Ich will Ihnen sagen, was mit ihm nicht stimmt: Er ist tot.“
Ab hier besteht das Gespräch daraus, dass der Tierhändler vehement leugnet, dass der Papagei tot sei, und jede Menge Ausreden für den Zustand des Tieres findet („Er ruht sich nur aus.“ – „Er liegt gern auf dem Rücken, das ist gut für seine Wirbelsäule.“), während der Kunde mit einer Vielzahl von Synonymen des Wortes „tot“ klarzumachen versucht, dass der Vogel wirklich tot ist („Die ewigen Jagdgründe haben ihn als Mitglied aufgenommen ... Keine Spur Leben in ihm ... Er ist abgeritten zu seinen Ahnen … Dieses hier ist ein Ex-Papagei!“).
Danach unterscheidet sich der Inhalt von Fernsehserie und Film. In der Serie schickt der Tierhändler den Kunden nach Bolton zur Tierhandlung seines Bruders und der Sketch wird immer skurriler: Die andere Tierhandlung ist offensichtlich exakt dieselbe, was der Bruder des Tierhändlers (ebenfalls Palin, nun mit angeklebtem Schnauzbart) vehement bestreitet und schließlich sogar behauptet, man sei gar nicht in Bolton, die Vierte Wand wird mehrfach durchbrochen und unter anderem die Notwendigkeit, den Sketch künstlich in die Länge zu ziehen, thematisiert, bevor schließlich zwischen dem Kunden und dem Bruder des Tierhändlers ein Streitgespräch über Wortspiele und Palindrome entsteht. Der Sketch wird irgendwann vom plötzlich auftretenden Colonel (Graham Chapman) mit der Begründung beendet, er sei zu dämlich – ein im Flying Circus oft vorkommender Schluss für einen Sketch ohne Schlusspointe. Im Film dagegen bricht der Sketch ab, nachdem der Tierhändler sich einverstanden erklärt hat, den Papagei umzutauschen, dann aber feststellt, dass er nur noch Wanderschnecken im Angebot hat, die aber nicht sprechen können. Daraufhin erklärt er dem Kunden, dass er eigentlich Holzfäller werden wollte und leitet so nahtlos den Lumberjack Song ein.

## Stil
John Cleese spricht im Original in diesem Sketch mit deutlichem Akzent. Im Film Die wunderbare Welt der Schwerkraft wurde dies dadurch ins Deutsche übertragen, dass der Synchronsprecher Thomas Danneberg einen starken Hamburger Akzent anschlug. In der erst in den 1990er Jahren vorgenommenen deutschen Synchronisation der Serie Monty Python's Flying Circus (mit Sprecher Bernd Stephan für John Cleese) wird allerdings Hochdeutsch gesprochen.

## Bedeutung
Wie das Wort Spam und die Bezeichnung „pythonesk“, so hat auch dieser Sketch die englische Umgangssprache um eine Redewendung bereichert: „The parrot is dead!“ sagt man, wenn man sein Gegenüber davon überzeugen will, dass er mit seiner Ansicht völlig falsch liegt.
Margaret Thatcher verwendete diesen Sketch in einer Rede auf dem Parteitag der Konservativen im Jahr 1990, in der sie sich auf die Liberaldemokraten und ihr Symbol, eine Taube, bezog, bevor sie die Rede mit der berühmten pythonesken Überleitung beendete: „And now for something completely different.“
Der Sketch ist einer der beliebtesten bei den Fans der Komikergruppe. In Anspielung darauf haben sie eine Sendung anlässlich ihres 20-jährigen Jubiläums produziert, die den Titel Parrot Sketch not included trug (etwa „Papageien-Sketch nicht inbegriffen“). Moderiert wurde die Sendung von Steve Martin.
John Cleese verwendete bei seiner Grabrede für Graham Chapman die Synonyme für „tot“ aus dem Sketch.
Die US-amerikanische Zeitschrift Time wählte den Sketch 1999 zum zweitbesten des Jahrhunderts, hinter Who's on First? von Abbott und Costello.

## Der Sketch Online
- Monty Python Dead Parrot, englisch
- Der Papagei ist tot
- Textfassung englisch (Memento vom 12. Oktober 2012 im Internet Archive)